# Jenynsia eirmostigma
Jenynsia eirmostigma is een straalvinnige vissensoort uit de familie van de vierogen (Anablepidae). De wetenschappelijke naam van de soort is voor het eerst geldig gepubliceerd in 1995 door Ghedotti & Weitzman.